# Пиета (Винсент ван Гог)
Пиета (Винсент ван Гог) (на нидерландски: Pietà (naar Delacroix)) е картина на нидерландския художник Винсент ван Гог,нарисувана през септември 1889 г. в Сен-Реми-дьо-Прованс.

## История
Картината е направена въз основа на литография на картината на Йожен Дьолакроа, „Пиета“ (1798-1803. На картината е изобразена Дева Мария, която скърби за починалия Исус Христос. За повод на ван Гог да нарисува тази картина служи една неприятност, за която той пише на брат си Тео, че литографията на Делакроа заедно няколко листа падат в боята и маслото и се повреждат. Това го огорчава много и той започва да рисува картината на платно с масло. Но и повредената литография също е съхранена. Винсент ван Гог рядко се обръща към религиозните теми, но има версия, че вече болният и „неразбран“ ван Гог може чрез тази картина да се сравни със страдащия Христос. Вижда се и сходството между образа на Христос и автопортретите на ван Гог.